# Mietingen
Mietingen är en kommun i Landkreis Biberach i det tyska förbundslandet Baden-Württemberg. Kommunen består av ortsdelarna (tyska Ortsteile) Mietingen, Baltringen och Walpertshofen. Folkmängden uppgår till cirka 4 700 invånare, på en yta av 26,33 kvadratkilometer.
Kommunen ingår i kommunalförbundet Stadt Laupheim tillsammans med staden Laupheim och kommunerna Achstetten ochBurgrieden.

## Befolkningsutveckling
| Befolkningsutvecklingen i Mietingen 1975–2015 | Befolkningsutvecklingen i Mietingen 1975–2015 | Befolkningsutvecklingen i Mietingen 1975–2015 | Befolkningsutvecklingen i Mietingen 1975–2015 | Befolkningsutvecklingen i Mietingen 1975–2015 |
| --------------------------------------------- | --------------------------------------------- | --------------------------------------------- | --------------------------------------------- | --------------------------------------------- |
|                                               |                                               |                                               |                                               |                                               |
| År                                            |                                               |                                               | Folkmängd                                     | Areal (ha)                                    |
| 1975                                          | 1975                                          |                                               | 2 620                                         | 2 634                                         |
| 1980                                          | 1980                                          |                                               | 2 864                                         | 2 633                                         |
| 1985                                          | 1985                                          |                                               | 3 089                                         |                                               |
| 1990                                          | 1990                                          |                                               | 3 378                                         |                                               |
| 1995                                          | 1995                                          |                                               | 3 599                                         |                                               |
| 2000                                          | 2000                                          |                                               | 3 816                                         | 2 634                                         |
| 2005                                          | 2005                                          |                                               | 4 001                                         |                                               |
| 2010                                          | 2010                                          |                                               | 4 073                                         |                                               |
| 2015                                          | 2015                                          |                                               | 4 269                                         |                                               |
|                                               |                                               |                                               |                                               |                                               |